# Otto Wilhelm von Bärneck
Otto Wilhelm von Bärneck (* 1726; † 3. April 1803 in Juliusburg) war ein preußischer Generalmajor.

## Leben
Bärneck trat 1748 als Junker in das Husarenregiments „von Natzmer“ der Preußischen Armee ein. Dort wurde er am 21. Juli 1749 Kornett und am 17. Oktober 1756 Sekondeleutnant. Während des Siebenjährigen Krieges kämpfte er bei Prag, Kolin, Kay, Hochkirch, Torgau sowie bei den Gefechten von Zittau, Görlitz, Mühlhausen und der Belagerung von Schweidnitz. In der Zeit wurde er am 1. Januar 1758 Premierleutnant und am 29. November 1760 Stabsrittmeister.
Am 3. Juni 1767 stieg Bärneck zum Rittmeister und Eskadronchef auf. Als solcher nahm er am Bayrischen Erbfolgekrieg teil. Am 6. September 1780 avancierte er zum Major und am 1. September 1788 zum Oberstleutnant. Für eine Revue wurde Bärneck am 22. September 1789 mit dem Orden Pour le Mérite ausgezeichnet. Ein Jahr später folgte am 16. September 1790 seine Beförderung zum Oberst. Im Ersten Koalitionskrieg nahm Bärneck an der Kanonade von Valmy, der Belagerung von Mainz und der Besetzung von Frankfurt am Main teil. Nach dem Krieg wurde er am 27. November 1794 noch Regimentskommandeur, aber bereits am 28. Dezember 1794 erhielt Bärneck unter Verleihung des Charakters eines Generalmajors mit einer Pension von 600 Talern seine Demission. Am 8. Februar 1795 wurde ihm die Erlaubnis erteilt, die Uniform seines alten Regiments tragen zu dürfen. Er starb unverheiratet am 3. April 1803 in Juliusburg.